# Sehnsucht 202
Sehnsucht 202 ist eine deutsch-österreichische musikalische Liebeskomödie aus dem Jahr 1932 mit Magda Schneider und Fritz Schulz in den Hauptrollen. Die spätere zweifache Oscar-Preisträgerin Luise Rainer erschien hier erstmals auf der Kinoleinwand.

## Handlung
Die arbeitslose Magda ist auf Stellungssuche und gibt unter der Chiffre „Sehnsucht 202“ eine Annonce auf. Am selben Tag gibt auch die reiche Kitty eine Anzeige auf, mit dem Wunsch sich an gutgehenden Unternehmen finanziell zu beteiligen. Der nervöse Beamte des Inseratenbüros zieht aus Versehen beide Annoncen zu einem Text zusammen, so dass die Anzeige mit folgendem Inhalt erscheint: „Dame mit Millionenvermögen, junges intelligentes Mädchen sucht Stellung gleich welcher Art. Unter Sehnsucht 202“.
Harry und Bobby lesen das Inserat und sehen darin einen Rettungsanker für ihr schlecht laufendes Parfümgeschäft, das kurz vor der Insolvenz steht.
Bobby gibt umgehend einen Brief für Chiffre „Sehnsucht 202“ ab. Auch Magda begibt sich in das Inseratenbüro, um sich zu beschweren, dass ihre Anzeige nicht in der Zeitung steht. Daraufhin bekommt sie den Brief von Bobby und Harry ausgehändigt. Auch Kitty erscheint auf dem Inseratenbüro und lernt dabei Bobby kennen, der versucht sie zu trösten, da sie keine Zuschriften erhalten hat.
Unterdessen stellt Harry Magda an, in der Hoffnung durch ihr Geld das Geschäft sanieren zu können. Durch Magdas Verkaufsgeschick kann die Insolvenz vorerst abgewendet werden, aber dennoch muss die vermeintliche Millionärin angepumpt werden. Harry ist diese Aufgabe höchst unangenehm und er druckst verlegen herum, sodass Magda annimmt, er habe sich in sie verliebt. Bobby verlangt nun von Harry, dass er ihr aber bei dem verabredeten Abendessen erklärt, was er wirklich von ihr will. Als er merkt, dass sein Freund zögert, beschließt er kurzerhand, selbst mit Magda über das Geldthema zu sprechen. Unterdessen taucht Kitty im Geschäft auf und will sich mit Bobby für den Abend verabreden. Da er aber abends Magda treffen will, gibt er vor, im Geschäft bleiben zu müssen. Er sperrt Harry in einen fensterlosen Raum und trifft Magda, die auf Harry wartet, im Moulin Rouge, um mit ihr das finanzielle Anliegen zu besprechen.
Inzwischen ruft Kitty im Geschäft an und stellt fest, dass Bobby nicht dort geblieben ist, sondern seinen Freund Harry eingesperrt hat. Sie ruft die Polizei, die Harry befreit. Zusammen tauchen sie im Tanzlokal auf, wo sich Bobby von der empörten Magda gerade eine Ohrfeige einfängt. Die eifersüchtige Kitty verpasst Bobby ihrerseits ebenfalls eine Ohrfeige. So endet der Abend für alle Beteiligten höchst unerfreulich. Am nächsten Tag treffen sich alle wieder im Inseratenbüro, um neue Anzeigen aufzugeben. Glücklicherweise klären sich aber alle Missverständnisse auf. Bobby bekommt die echte Millionärin und Harry die falsche, seine „Sehnsucht 202“.

## Produktionsnotizen
Die Dreharbeiten begannen am 11. Juli 1932 und fanden im Sascha-Atelier von Wien-Sievering statt.
Der Film erlebte seine Uraufführung am 2. September 1932 in Wien. Die deutsche Erstaufführung erfolgte am 15. September 1932 im Berliner Gloria-Palast.
Produktionsleiter war Karl Ehrlich. Artur Berger entwarf die Filmbauten. Willy Schmidt-Gentner übernahm die musikalische Leitung. Alfred Norkus zeichnete für den Ton verantwortlich. Anton Pucher assistierte Chefkameramann Otto Kanturek.
Luise Rainer wurde in ihrem Filmdebüt als Louise Rainer im Vorspann genannt.
Alternative Titel: Ja, der Himmel über Wien, Ein Mädel und eine Million

## Hintergrund
Der Wiener Schriftsteller Hans Blum konnte in einem Urheberrechtsverfahren ein Urteil erwirken, dass der Titel „Sehnsucht 202“ ein Plagiat seiner bereits lange vor Drehbeginn in diversen Zeitungen erschienenen Novelle „Sehnsucht 1246“ sei. Der Film durfte fortan nur noch unter den Alternativtiteln beworben und gezeigt werden.

## Versionen
Regisseur Max Neufeld inszenierte eine französische Version unter dem Titel Une jeune fille et un million. Fred Ellis assistierte Neufeld bei der Regie und wirkte auch an der französischen Fassung des Drehbuchs mit. Madeleine Ozeray übernahm die Rolle von Magda Schneider, Claude Dauphin die von Fritz Schulz und Christiane Delyne die von Luise Rainer. Daniel Lecourtois spielte Harry, der in Jacques umbenannt wurde. Diese Version hatte ihre Pariser Premiere am 7. Oktober 1932.
Im Jahr 1934 entstand in der Türkei unter der Regie von Muhsin Ertuğrul ein Remake des Films unter dem Titel Milyon avcilari.

## Musik
Folgende Musiktitel von Richard Fall (Texte von Irma von Cube und Karl Farkas) wurden gespielt:
- Ja, der Himmel über Wien
- Parfümlied
- Inseratenlied

Die Lieder erschienen im Wiener Bohème Verlag, Wien.

## Kritik
Der Wiener Tag lobte Luise Rainer, die zu dieser Zeit in Wien Theater spielte: „Ein interessanter neuer Filmkopf und eine gewiß bedeutende Entdeckung für den Tonfilm ist Luise Rainer, die in einem wenig markanten Part schon ahnen läßt, was sie auch im Film wird leisten können.“

## DVD
Im Jahr 2020 erschien eine DVD des Films in der Edition Der Österreichische Film des Filmarchivs Austria mit einer Laufzeit von 82 Minuten.